# ملحمة عمر
ملحمة عمر قصة نثرية مسرحية للشاعر والأديب علي أحمد باكثير تتحدث عن حياة عمر بن الخطاب وتعد هذه الملحمة ثاني أطول عمل درامي في المسرح العالمي بعد مسرحية (الحكام) للكاتب الإنجليزي توماس هاردي التي كتبها في تسعة عشر جزءاً عن حروب نابليون. 
نشر باكثير قصة ملحمة عمر في الكويت عام 1969 وصدرت عن دار البيان وعن مكتبة مصر بعد وفاته. لم تمثل على المسرح ولكن أنتج من أحد أجزائها فيلم سينمائي بعنوان : القادسية ،  الذي أخذت قصته عن جزء (أبطال القادسية) .

## أجزاء الملحمة
- جزيرة أبوت
- على أسوار دمشق
- معركة الجسر
- كسرى وقيصر
- أبطال اليرموك
- تراب من أرض فارس
- رستم
- أبطال القادسية
- مقاليد بيت المقدس
- صلاة في الإيوان
- مكيدة من هرقل
- عمر وخالد
- سر المقوقس
- عام الرمادة
- حديث الهرمزان
- شطا وأرمانوسة
- الولاة والرعية
- القوي الأمين
- غروب الشمس